# Усик Григорій Іванович
Григорій Іванович Усик  (нар. 1 квітня, 1962, Велика Каратуль, Київська область) — український суддя, із 23 січня 2023 року Голова Вищої ради правосуддя.

## Життєпис
Народився 1 квітня 1962 року в селі Велика Каратуль Переяслав-Хмельницького району Київської області.
Закінчив Ірпінський сільськогосподарський технікум бухгалтерського обліку за спеціальністю «плановик-економіст».
Спеціальність «правознавство» здобув в Українській державній юридичній академії (Національний юридичний університет імені Ярослава Мудрого).
Кар'єру у 1981 році розпочав з роботи бухгалтером. Далі проходив строкову військову службу.
З 1984 до 1995 року працював в органах ГУ Міністерства внутрішніх справ України в місті Києві.
Сім років (з 1995 до 2002 р.) працював на посаді судді Дарницького районного суду міста Києва.
П'ятнадцять років (з 2002 до 2017 р.) присвятив суддівській професії у Апеляційному суді міста Києва. З 2014 до 2017 року займав посаду секретаря судової палати з розгляду цивільних справ у цьому суді.
З 2017 року — суддя Верховного Суду.
Обраний членом Вищої ради правосуддя рішенням ХІХ позачергового з'їзду суддів України та склав присягу члена ВРП 11 січня 2023 року.
23 січня 2023 року 15 голосами Григорій Усик був обраний Головою Вищої ради правосуддя